# Tin Kettle Island

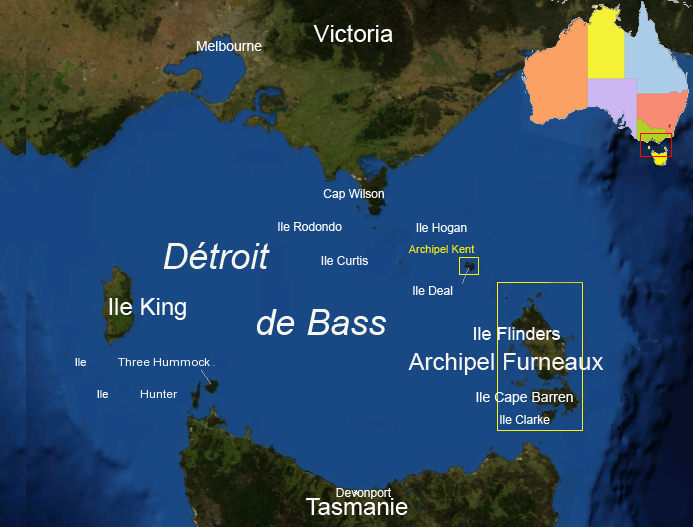
Détroit de Bass.

Tin Kettle Island est une longue île sablonneuse de 176 ha, au sud-est de l'Australie. Elle fait partie du sous-archipel de  Tin Kettle Island, en Tasmanie. Elle est située à l'est du détroit de Bass, entre Flinders et Cape Barren Islands, dans l'archipel Furneaux.  À marée basse, l'île communique avec les îles voisines d' Anderson et Little Anderson grâce à d'importantes vasières intertidales.
L'île est exploitée par des fermiers, principalement pour le pâturage du bétail.  
Elle fait partie de la Zone importante pour la conservation des oiseaux de Franklin Sound Islands (ZICO), (Franklin Sound Important Bird Area) (IBA), reconnue comme telle par BirdLife International parce qu'elle abrite plus de 1 % des populations mondiales pour six espèces d'oiseaux.

## Flore et faune

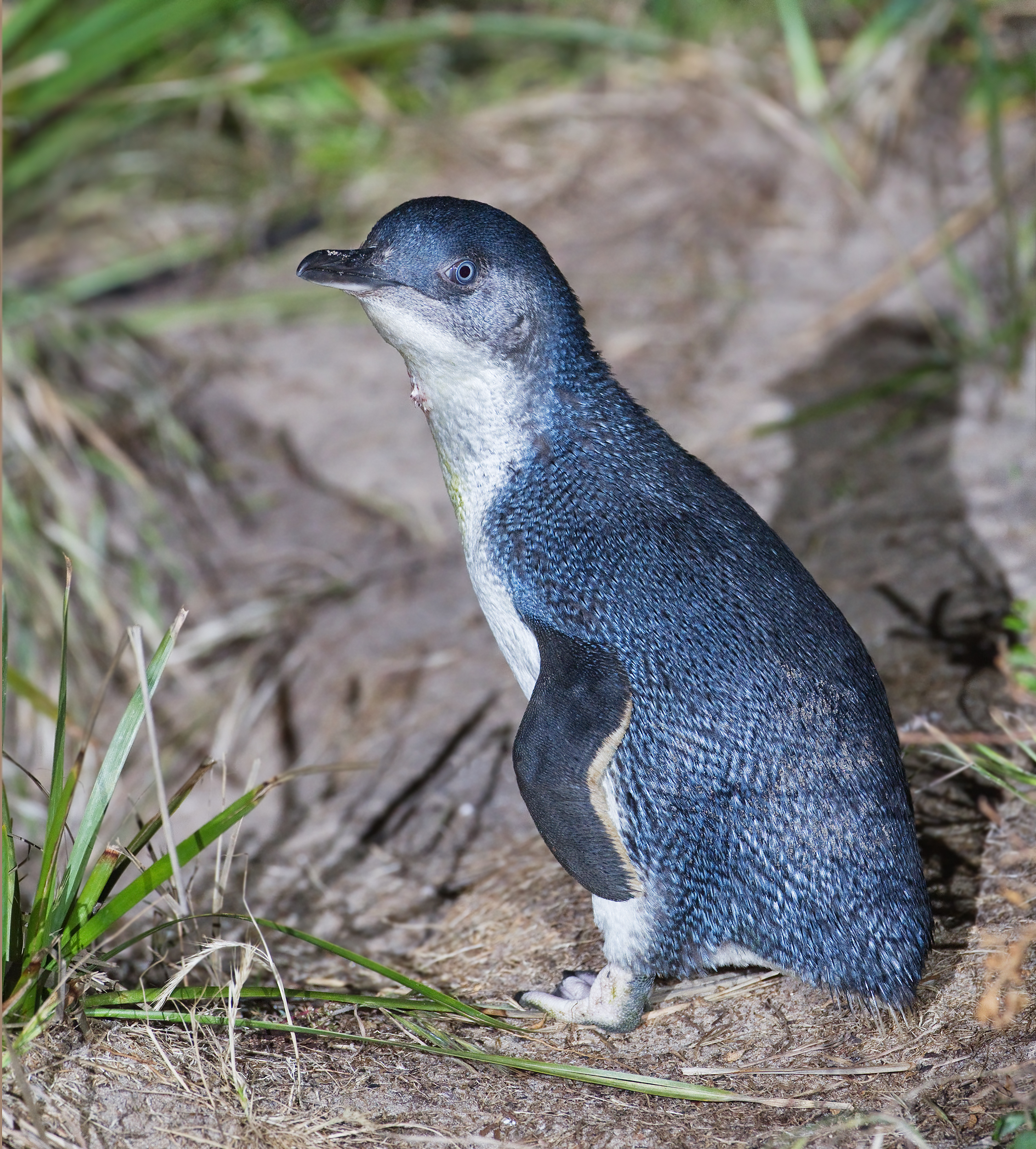
Manchot pygmée, de nuit.

La végétation d'origine a principalement été remplacée par des variétés d'herbes destinées au pâturage.
Oiseaux marins et échassiers reconnus comme nicheurs sur l'île :
- Manchot pygmée (Little Penguin),
- Goéland austral (Pacific Gull),
- Huîtrier fuligineux (Sooty Oystercatcher)
- et Huîtrier pie (Pied Oystercatcher).

Les zones intertidales accueillent un grand nombre d'échassiers migrateurs.  
Niveoscincus metallicus, (Metallic Skink), est présent sur l'île.